# فرودگاه چوفو، توکیو
فرودگاه چوفو، توکیو (به انگلیسی: Chofu Airport) یک فرودگاه همگانی است که یک باند فرود آسفالت بتن دارد و طول باند آن ۸۰۰ متر است. این فرودگاه در کشور ژاپن قرار دارد .